# 모리카와 도루
모리카와 도루(일본어: 森川 徹, 1966년 6월 29일 ~ )는 일본의 전 축구 선수이다. 과거 감바 오사카에서 활동하였다.

## 구단 경력
1989년 일본 사커 리그의 마쓰시타 전기(감바 오사카)에 입단하였다. 1990년에 천황배 우승을 차지하였다. 1994년 재팬 풋볼 리그의 교토 퍼플 상가로 이적했다. 1994년후 현역 은퇴.